# Clay Adler
Clay Adler (Newport Beach, California; 20 de agosto de 1989 - Condado de Orange, California; 26 de marzo de 2017) fue un modelo y actor estadounidense.

## Carrera
Adler se inició a muy temprana edad como modelo. Se hizo conocido por sus participaciones en la pantalla chica norteamericana en series como Make It or Break It en el 2009 y la película hecha para televisión The Fish Tank. Durante el 2007 y 2008  protagonizó el reality Newport Harbor.
Su amiga fue la actriz Jennifer Lawrence.

## Muerte
Clay Adler se suicidó a la edad de 27 años el 26 de marzo de 2017 tras un disparo en la cabeza, durante una excursión con amigos para disparar en el desierto. Murió en un hospital de California. El suicidio se produjo en el transcurso de una excursión con amigos al desierto para disparar con armas de fuego. Inesperadamente, en un momento dado Adler se disparó intencionadamente en la cabeza, causando unas graves heridas que acabaron provocando su muerte un día después.
Según su familia, en su cuerpo no se encontraron restos de alcohol ni de drogas aunque había experimentado problemas mentales en el pasado. Los padres de Adler,  dijeron desconocer la depresión que padecería y anunciaron que, siguiendo la voluntad de Adler, decidieron donar sus órganos.